# Sandy Ward
Pour les articles homonymes, voir Ward.
Sandy Ward est un acteur américain né le 12 juillet 1926 à Alamosa au Colorado et décédé le 6 mars 2005 dans le comté d'Orange en Californie.

## Filmographie

### Cinéma
- 1971 : The Velvet Vampire : Amos
- 1973 : Le Dernier Pénitencier : un garde
- 1973 : Complot à Dallas : un policier
- 1974 : Tremblement de terre : le garde du studio
- 1975 : Cornbread, Earl and Me : le gérant du magasin
- 1975 : L'Odyssée du Hindenburg : Détective Grunberger
- 1978 : FIST : un homme
- 1979 : Tueurs de flics : un prêteur
- 1979 : The Rose : le père de Rose
- 1979 : Bienvenue, mister Chance : Sénateur Slipshod
- 1980 : Sacré Moïse : le tyran
- 1982 : Some Kind of Hero : Colonel Maxwell
- 1982 : Fast-Walking : le jardinier
- 1982 : Y a-t-il enfin un pilote dans l'avion ? : l'avocat de la défense
- 1983 : Cujo : le porte-étendard
- 1984 : Tank : Général Hubik
- 1985 : Police Academy 2 : l'étourdi
- 1985 : Movers and Shakers : le médecin
- 1990 : Blue Desert : Walter
- 1991 : Delta Force 3 : Général Wilson
- 1992 : Who Killed the Baby Jesus : Kirk Vaughn
- 1992 : Piège en haute mer : Calaway
- 1994 : Jack l'Éclair : Juge Curren
- 1997 : La Piste du tueur : Tex
- 2000 : En pleine tempête : Quentin
- 2003 : Finding Home : Julian le pêcheur

### Télévision
- 1967-1974 : L'Homme de fer : Sergent Don Borden et autres personnages (5 épisodes)
- 1970 : The Young Lawyers (1 épisode)
- 1971 : Opération danger : le freineur
- 1971 : The Bold Ones: The New Doctors : le radiologue (1 épisode)
- 1971-1972 : Médecins d'aujourd'hui : Gifford et le barman (2 épisodes)
- 1972 : Night Gallery (1 épisode)
- 1972 : Mannix : le contremaître
- 1973 : Sur la piste du crime : le contremâitre Roberts (1 épisode)
- 1974 : Amy Prentiss : M. Preston (1 épisode)
- 1974-1976 : 200 dollars plus les frais : Peter Henshaw, le shérif et le détective Boris Sausman (3 épisodes)
- 1975 : Baretta : le garde (1 épisode)
- 1975 : La Côte sauvage : Balsam (1 épisode)
- 1975 : The Kansas City Massacre : Ivers
- 1975 : L'Homme qui valait trois milliards : Doug Witherspoon (1 épisode)
- 1975 : Bronk : Cook (1 épisode)
- 1975 : Ellery Queen, à plume et à sang : Harry (1 épisode)
- 1976 : Le Riche et le Pauvre : Joe Kuntz (1 épisode)
- 1976 : The Disappearance of Aimee : Juge Blake
- 1976 : Captains and the Kings : Louie (1 épisode)
- 1977 : The Hardy Boys/Nancy Drew Mysteries : Capitaine Bill Maguire (1 épisode)
- 1977 : Super Jaimie : Colonel Banning (1 épisode)
- 1977 : Les Forces du mal : Lieutenant Taggert
- 1978 : Drôles de dames : Dan Abner et Stone (2 épisodes)
- 1978-1979 : Dallas : Jeb Ames (5 épisodes)
- 1979 : The Solitary Man : M. Hendricks
- 1979-1982 : Pour l'amour du risque : Dr Reston et Victor Schell (2 épisodes)
- 1980 : La Petite Maison dans la prairie : Bartholomew Slater, Sr. (1 épisode)
- 1980 : Timide et sans complexe : Lieutenant Blitz (1 épisode)
- 1980 : Alcatraz : McIntire
- 1980 : L'Incroyable Hulk : Sénateur Mack Stewart (1 épisode)
- 1981 : Flamingo Road (1 épisode)
- 1981 : Ralph Super-héros : Lieutenant Rafferty (1 épisode)
- 1981 : Lou Grant : Skip Rogers (1 épisode)
- 1981 : L'Homme qui tombe à pic : Warden Jim Mitchell (1 épisode)
- 1982-1984 : Falcon Crest : Ron Lafferty et Neil Adams (3 épisodes)
- 1983 : Jake Cutter : Lucas (1 épisode)
- 1983 : L'Agence tous risques : Dan (1 épisode)
- 1983 : Shérif, fais-moi peur : Shérif Floyd (1 épisode)
- 1984 : Hôpital St Elsewhere : Russell (1 épisode)
- 1984 : Cagney et Lacey : Jarvis (1 épisode)
- 1984-1993 : Arabesque : Norman Trenet, Henry Riddett et Barnes (3 épisodes)
- 1985 : Le Juge et le Pilote : Donald Farrell (1 épisode)
- 1985 : Histoires fantastiques : un ingénieur (1 épisode)
- 1986 : Simon et Simon : Frank Chandler (1 épisode)
- 1986 : Capitaine Furillo : Jack Steger (2 épisodes)
- 1986 : Les deux font la paire : Charlie Benton (1 épisode)
- 1987 : Amour, Gloire et Beauté : Détective Roy Banks (6 épisodes)
- 1987 : Sacrée Famille : Carl Norback (1 épisode)
- 1989 : La loi est la loi : Phil Callahan (1 épisode)
- 1990 : Dream On : J.S. Manville (1 épisode)
- 1994 : Génération musique : M. Guthrie (1 épisode)
- 1995-1996 : Seinfeld : Pop Lazzari (2 épisodes)
- 1996 : Loïs et Clark : Les Nouvelles Aventures de Superman : Old Conner Schenk (1 épisode)
- 2001 : JAG : Pops Grahowsky (1 épisode)
- 2001-2002 : Malcolm : Pete (11 épisodes)